# Albert I. od Monaka
Albert I. od Monaka, punim imenom Albert Honoré Charles Grimaldi (Pariz, Francuska, 13. studenog 1848. – Pariz, Francuska, 26. lipnja 1922.), monegaški knez od 1889. do 1922. godine iz kneževske dinastije Matignon-Grimaldi. Bio je ujedno i pomorac, bavio se amaterski oceanografijom, a bio je i pokrovitelj znanosti, koji je pridonio razvoju oceanografske opreme i tehnike. Zbog ljubavi prema moru, dobio je nadimak morski knez, a neki od nadimaka koje je dobio bili su i knez istraživač, knez znanstvenik i knez pacifist.

## Životopis
Rođen je kao jedino dijete i nasljednik prijestolja u obitelji kneza Karla III. i kneginje Antoinette od Mérodea. Kad je postao punoljetan, odslužio je vojni rok u Španjolskoj ratnoj mornarici. Po izbijanju Francusko-pruskog rata 1870. godine, pridružio se Francuskoj ratnoj mornarici, premda nije bio dovršio vojnu obuku. Nagrađen je Nacionalnim redom Legije časti zbog uspješnog obavljanja vojne službe.
Po odlasku iz vojske, počeo se baviti oceanografijom. Nije se bavio samo studiranjem i proučavanjem pomorskih karata, već je sudjelovao i u nizu pomorskih ekspedicija na Atlantskom oceanu i u Sredozemlju, na kojim je otkrio nepoznate morske struje i dubine. Albert je na istraživačka putovanja vodio niz znanstvenika, od biologa, botaničara, zoologa do geografa. Poslije svih tih istraživanja, objavio je knjigu Navigatorov put, koja je postigla izniman uspjeh kod čitatelja.
Prva svjetska karta oceanskih dubina, napravljena je pod nadzor Alberta i ostala je u uporabi do 1944. godine, a sve sljedeće su kao osnov, uzimale njegovu kartu. Godine 1889. i 1890. godine, poveo je četiri izuzetno opasne ekspedicije na Sjeverni pol. U čast njegovih arktičkih putovanja, sjevero-zapadni Spitsbergen nazvan je Zemljom Alberta I.
Dana 10. rujna 1889. godine, stupio je na monegaško prijestolje, nakon očeve smrti. U to vrijeme, već se bio razveo od prve supruge Marije Viktorije Hamilton. Brak je bio nesretan, jer nisu odgovarala jedno drugome. Marija Viktorija je zatrudnila uskoro nakon vjenčanja, ali je zbog bračnih razmirica odselila kod majčine obitelji Baden-Baden, gdje je 1870. godine rodila sina Luja, nasljednika monegaškog prijestolja. Albert I. i njegova supruga razveli su se 1880. godine, Rimokatolička crkva poništila je brak. Luja je odgajala majka u Njemačkoj, a oca Alberta je vidio prvi put tek s jedanaest godina, zbog čega nikada nisu bili u bliskim odnosima.
Dana 25. listopada 1910. godine, knez Albert I. je otvorio Oceanografski muzej Monaka, u koji je smjestio sve artekafte koje je prikupio na ukupno dvadeset i osam pomorskih ekspedicija. Muzej je i danas međunarodno poznat i priznat zbog svoje bogate kolekcije. Na inicijativu kneza Alberta, šest mjeseci nakon otvorenja oceanografskog muzeja u Monaku, otvoren je Oceanografski institut u Parizu (1911.).
Na političkom planu, ostvario je niz reformi u svojoj malenoj kneževini. Godine 1911. donio je novi ustav Monaka, koji je tom reformom postao ustavna monarhija. Novim ustavom, zakonodavna je vlast bila podijeljena između kneza i novog Narodnog vijeća.
Novi brak s Marijom Alice Heine pokazao se, također, neuspješnim, ali potaknuo je napredak Monaka. Knez Albert I. je dao sagraditi zgradu Opere i organizirao prvu automobilističku utrku pod nazivom Velika nagrada Monaka, kako bi privukao turiste u svoju kneževinu.
Skupina otoka u otočju Kerguelen, Îles du Prince-de-Monaco, nazvana je tako u njegovu čast.